# Matteo Colaninno
Matteo Colaninno (Mantova, 16 ottobre 1970) è un politico e imprenditore italiano, Presidente del Consiglio di amministrazione di Piaggio & C. S.p.A., azionista e Presidente esecutivo di Omniaholding S.p.A., Presidente esecutivo di Immsi S.p.A. e Omniainvest.

## Biografia
Figlio primogenito dell'imprenditore e dirigente d'azienda Roberto Colaninno, si laurea a pieni voti in economia e commercio presso l'Università degli Studi di Verona ed inizia a lavorare, a poco più di vent'anni, nell'azienda fondata dal padre qualche anno prima: la SOGEFI.
È stato consigliere di amministrazione e presidente del Comitato di controllo interno de Il Sole 24 ore, consigliere di amministrazione di RCN Finanziaria s.p.a. e Cattolica Immobiliare s.p.a.. Ha ricoperto la carica di Vicepresidente della Banca Popolare di Mantova.
È stato presidente dei Giovani Imprenditori e vicepresidente di Confindustria, nonché vicepresidente di Yes for Europe, la confederazione europea dei giovani imprenditori.

### Attività politica
Dopo la vittoria del sindaco di Roma Walter Veltroni alle primissime primarie del Partito Democratico, viene nominato da quest'ultimo Responsabile nazionale dello Sviluppo Economico nella Segreteria nazionale del Partito Democratico (PD) nel 2007.
Il 14 febbraio 2008 il segretario del Partito Democratico, Walter Veltroni, annuncia la sua candidatura come capolista nella circoscrizione Lombardia 1 alle elezioni politiche del 2008.
Scelto dal segretario nazionale Dario Franceschini in qualità di Presidente del Forum Sviluppo del PD, è stato eletto deputato il 14 aprile 2008 e nominato Ministro dello Sviluppo Economico nel Governo ombra del Partito Democratico, ruolo che ha ricoperto dal 9 maggio 2008 al 21 febbraio 2009. Entra a far parte della Direzione nazionale del partito.
Presidente del Forum Impresa del Partito Democratico dal 2009 dal neo-segretario Pier Luigi Bersani.
Alle politiche del 2013 viene ricandidato alla Camera dei deputati, tra le liste del PD nella circoscrizione Lombardia 3 in quarta posizione, venendo rieletto deputato.
Il 5 giugno 2013 viene scelto come responsabile nazionale per l'Economia del Partito Democratico nella nuova segreteria nazionale dal segretario reggente Guglielmo Epifani. Vicino politicamente all'ex leader democratico Bersani per avvicinarsi in seguito a Matteo Renzi.
Alle elezioni del 2018 viene rieletto deputato tra le liste del PD.
A seguito della scissione del PD da parte del gruppo dei parlamentari renziani, Colaninno nel settembre 2019 lascia il PD e aderisce ad Italia Viva, il nuovo partito fondato da Renzi di stampo liberale e centrista.

## Vita privata
Nel 2004 si sposa con Giovanna Ballabeni, una compagna di liceo, all'epoca capo dell'ufficio stampa della provincia di Mantova. La coppia ha due figli.